# Pistolet maszynowy PP-93
PP-93 – rosyjski pistolet maszynowy skonstruowany w 1993 roku. Używany przez formacje podporządkowane rosyjskiemu ministerstwu spraw wewnętrznych.
PP-93 powstał w rezultacie porażki, jaką poniósł PP-90, którego podstawową zaleta była możliwość łatwego ukrycia, a wadą brak ergonomii. PP-93 posiada zbliżoną do PP-90 budowę, ale komora zamkowa jest nowa. Zrezygnowano z możliwości składania pistoletu i wyposażono go w konwencjonalna kolbę.
PP-93 jest bronią samoczynno-samopowtarzalną działająca na zasadzie odrzutu zamka swobodnego. Komora zamkowa tłoczona z blachy stalowej. Bezpiecznik-przełacznik rodzaju ognia znajduje się z boku broni, nad spustem. Gniazdo pudełkowego magazynka znajduje się wewnątrz chwytu pistoletowego. Rękojeść przeładowania umieszczona jest nietypowo pod przednią częścią lufy i podczas strzelania nie porusza się. Przyrządy celownicze o niewielkiej wysokości ułatwiają szybkie wydobycie broni ukrytej pod ubraniem. Kolba tłoczona z blachy, składana na wierzch broni. Do broni może być dołączony tłumik dźwięku i laserowy wskaźnik celu.